# Piccola guerra in Ungheria
La piccola guerra in Ungheria è il nome dato a una serie di azioni belliche che contrapposero gli Asburgo e i loro alleati da un lato e l'Impero ottomano dall'altro, dal 1529 (dopo l'assedio di Vienna) fino alla fine dell'assedio di Eger. La guerra comportò per entrambe le parti pesanti perdite, col risultato che la campagna d'Ungheria cessò solo nel 1566.

## Contrattacco austriaco
A seguito dell'infruttuoso assedio di Vienna portato avanti da Solimano nel 1529, Ferdinando I sferrò un contrattacco nel 1530 per riacquistare l'iniziativa e per vendicare le distruzioni portate dall'armata di 120 000 soldati messa in piedi da Solimano. Un assalto a Buda venne sventato da Giovanni Svapolyai, il vassallo re di Ungheria, ma Ferdinando riuscì comunque ad ottenere delle vittorie, conquistando Gran e altre roccaforti lungo il fiume Danubio, una frontiera strategica di vitale importanza.

## Assedio di Kőszeg
La risposta di Solimano arrivò nel 1532 quando inviò un esercito di oltre 120 000 unità ad assediare Vienna. Ferdinando ritirò il suo esercito, lasciando solamente 700 uomini con pochi fucili e nessun cannone a difendere Kőszeg. Il Gran Visir degli Ottomani, Pargali Ibrahim Pascià, non capì che Koszeg era scarsamente difesa; in effetti Costantinopoli nel 1453 ebbe più speranze di reggere. Ciò nonostante, grazie all'audace guida del capitano croato Nikola Jurišić, la città respinse ogni assalto. Conseguentemente, alla città vennero posti dei termini di resa: la guarnigione venne liberata in cambio della resa della città. Quando la città venne messa al sicuro gli Ottomani si ritirarono con l'arrivo delle piogge d'agosto.

## Pace e guerra
Venne siglato un trattato di pace tra Ferdinando e Solimano: Giovanni Szaipolya venne riconosciuto come re di Ungheria, vassallo degli Ottomani; questi ultimi, tuttavia, riconobbero le terre sotto il dominio asburgico in Ungheria.

### Assedio di Osijek
Questo trattato non soddisfece né Giovanni Szapolyai né Ferdinando, le cui armate cominciarono ad avere delle schermaglie lungo i confini. Ferdinando decise di sferrare un colpo decisivo a Giovanni nel 1537 inviando i suoi generali "più abili" a prendere Osijek, violando così il trattato. L'assedio fu un disastro di dimensioni simili a quello di Mohács con un esercito ottomano di supporto che spazzò via gli Austriaci. Tuttavia, piuttosto che andare nuovamente all'attacco di Vienna, Solimano inviò un esercito composto da 8 000 soldati della cavalleria leggera ad attaccare Otranto nello stesso anno. Le truppe furono ritirate dall'Italia dopo che un'attesa invasione francese, programmata per coordinarsi con gli sforzi ottomani, non riuscì a materializzarsi. Ciò nonostante la vittoria ottomana durante la battaglia navale di Prevesa marcò un'altra sconfitta per gli Asburgo.

Un'ulteriore sconfitta umiliante venne inflitta agli Asburgo nel 1541. Giovanni Szapolyai era morto nel 1540 e suo figlio aveva solo poche settimane di vita. Un attacco austriaco su Buda fece seguito alle notizie della morte di Giovanni ma gli appelli della moglie di Giovanni fatti a Solimano non rimasero inascoltati, e, nel 1541, l'anziano generale austriaco Rogendorf venne sconfitto fuori Buda, addirittura prima che egli potesse attraversare il Danubio per prenderla.

### Campagna di Solimano (1543)
Nell'aprile del 1543 Solimano lanciò un'ulteriore campagna in Ungheria, riprendendosi Bran ed altre roccaforti, in maniera tale che la gran parte dell'Ungheria fosse sotto il controllo ottomano. Un accordo di pace tra gli Asburgo e gli Ottomani durò fino al 1552, quando Solimano decise di attaccare Eger. L'assalto fu inutile; i cittadini di Eger attribuiscono la vittoria al flusso costante di "sangue di toro" (vino) fornito loro dalle donne. La vittoria asburgica/ungherese a Eger arrivò dopo un periodo di grandi sconfitte in Ungheria e la sopravvivenza di questa città fornì agli Austriaci buona ragione per credere che l'Ungheria fosse ancora un territorio conteso e senza un unico padrone.

## Conseguenze
Solimano effettuò un nuovo attacco in Ungheria nel 1566, credendo che una vittoria gli avrebbe potuto regalare la felicità di cui aveva bisogno nella sua età ormai avanzata. Era di gran lunga troppo anziano però per condurre senza problemi fisici una campagna militare, ricca di fatiche e di scomodità, e poco dopo morì, ma la sua azione riuscì comunque a sottrarre in Ungheria molti territori agli Austriaci e ad infligger loro numerose sconfitte.